# Eiskunstlauf-Weltmeisterschaften 1954
Die 45. Eiskunstlauf-Weltmeisterschaften fanden vom 16. bis 19. Februar 1954 in Oslo (Norwegen) statt.

## Ergebnisse

### Herren
| Platz | Sportler           | Land                   |
| ----- | ------------------ | ---------------------- |
| 1     | Hayes Alan Jenkins | Vereinigte Staaten     |
| 2     | James Grogan       | Vereinigte Staaten     |
| 3     | Alain Giletti      | Frankreich             |
| 4     | David Jenkins      | Vereinigte Staaten     |
| 5     | Ronald Robertson   | Vereinigte Staaten     |
| 6     | Michael Booker     | Vereinigtes Königreich |
| 7     | Charles Snelling   | Kanada                 |
| 8     | Peter Dunfield     | Kanada                 |
| 9     | Norbert Felsinger  | Österreich             |
| 10    | Douglas Court      | Kanada                 |
| 11    | Alain Calmat       | Frankreich             |

Punktrichter waren:
- Hans Meixner  Österreich
- Melville Rogers  Kanada
- Jacques Favart  Frankreich
- A. D. C. Gordon  Vereinigtes Königreich
- H. G. Storke  Vereinigte Staaten

### Damen
| Platz | Sportlerin          | Land                   |
| ----- | ------------------- | ---------------------- |
| 1     | Gundi Busch         | BR Deutschland         |
| 2     | Tenley Albright     | Vereinigte Staaten     |
| 3     | Erica Batchelor     | Vereinigtes Königreich |
| 4     | Barbara Gratton     | Kanada                 |
| 5     | Frances Dorsey      | Vereinigte Staaten     |
| 6     | Yvonne Sugden       | Vereinigtes Königreich |
| 7     | Hanna Eigel         | Österreich             |
| 8     | Carole Jane Pachl   | Kanada                 |
| 9     | Ann Johnston        | Kanada                 |
| 10    | Sonja Currie        | Kanada                 |
| 11    | Margaret Ann Graham | Vereinigte Staaten     |
| 12    | Ingrid Wendl        | Österreich             |
| 13    | Rosi Pettinger      | BR Deutschland         |
| 14    | Erika Rucker        | BR Deutschland         |
| 15    | Margaret Dean       | Vereinigte Staaten     |
| 16    | Clema Cowley        | Vereinigtes Königreich |
| 17    | Fiorella Negro      | Italien                |
| 18    | Ally Lundström      | Schweden               |
| 19    | Gun Mothander       | Schweden               |
| 20    | Ingeborg Nilsson    | Norwegen               |

Punktrichter waren:
- F. Heinlein  Österreich
- Melville Rogers  Kanada
- F. Grimminger  BR Deutschland
- J. Wilson  Vereinigtes Königreich
- Bruno Bonfiglio  Italien
- P. Reinertsen  Norwegen
- H. G. Storke  Vereinigte Staaten

### Paare
| Platz | Sportler                             | Land                   |
| ----- | ------------------------------------ | ---------------------- |
| 1     | Frances Dafoe / Norris Bowden        | Kanada                 |
| 2     | Silvia Grandjean / Michel Grandjean  | Schweiz                |
| 3     | Sissy Schwarz / Kurt Oppelt          | Österreich             |
| 4     | Carole Ann Ormaca / Robert Greiner   | Vereinigte Staaten     |
| 5     | Margaret Ann Graham / Hugh Graham    | Vereinigte Staaten     |
| 6     | Lily Zettel / Klaus Loichinger       | BR Deutschland         |
| 7     | Inge Minor / Hermann Braun           | BR Deutschland         |
| 8     | Jean Higson und Robert Hudson        | Vereinigtes Königreich |
| 9     | Britta Lindmark und Ulf Berendt      | Schweden               |
| 10    | Bjørg Skjælaaen und Johannes Thorsen | Norwegen               |

Punktrichter waren:
- H. Grünauer  Österreich
- Melville Rogers  Kanada
- F. Grimminger  BR Deutschland
- Pamela Davis  Vereinigtes Königreich
- E. Kirchhofer  Schweiz
- B. Holmberg  Schweden
- H. G. Storke  Vereinigte Staaten

### Eistanz
| Platz | Sportler                           | Land                   |
| ----- | ---------------------------------- | ---------------------- |
| 1     | Jean Westwood / Lawrence Demmy     | Vereinigtes Königreich |
| 2     | Nesta Davies / Paul Thomas         | Vereinigtes Königreich |
| 3     | Carmel Bodel / Edward Bodel        | Vereinigte Staaten     |
| 4     | Barbara Radford / Raymond Lockwood | Vereinigtes Königreich |
| 5     | Virginia Hoyns / Donald Jacoby     | Vereinigte Staaten     |
| 6     | Phyllis Forney / Martin Forney     | Vereinigte Staaten     |
| 7     | Edith Peikert / Hans Kutschera     | Österreich             |

Punktrichter waren:
- Hans Meixner  Österreich
- H. Meudec  Frankreich
- Pamela Davis  Vereinigtes Königreich
- E. Kirchhofer  Schweiz
- M. Drake  Vereinigte Staaten

## Medaillenspiegel
| Platz | Land                   | Gold | Silber | Bronze | Gesamt |
| ----- | ---------------------- | ---- | ------ | ------ | ------ |
| 1     | Vereinigte Staaten     | 1    | 2      | 1      | 4      |
| 2     | Vereinigtes Königreich | 1    | 1      | 1      | 3      |
| 3     | BR Deutschland         | 1    | –      | –      | 1      |
| 3     | Kanada                 | 1    | –      | –      | 1      |
| 5     | Schweiz                | –    | 1      | –      | 1      |
| 6     | Frankreich             | –    | –      | 1      | 1      |
| 6     | Österreich             | –    | –      | 1      | 1      |